# Mesosa perplexa
Mesosa perplexa es una especie de escarabajo longicornio de la subfamilia Lamiinae. Fue descrita científicamente por Pascoe en 1858.
Se distribuye por China y Japón. Posee una longitud corporal de 11-17 milímetros. El período de vuelo de esta especie ocurre en los meses de agosto y octubre.